# 萨拉·蒙铁儿

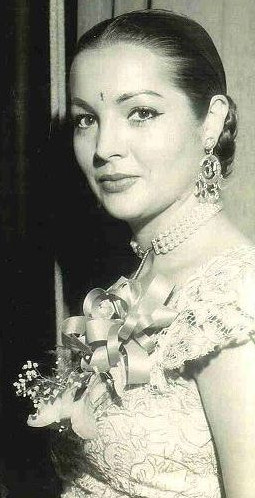
萨拉·蒙铁儿

萨拉·蒙铁儿（西班牙原名：Sara Montiel，為藝名；其原名為María Antonia Alejandra Vicenta Elpidia Isidora Abad Fernández）（1928年3月10日—2013年4月8日）是一位西班牙女演员和歌手。 20世纪60年代時是當時收入最高的西班牙电影明星。她出演了近 50 部电影，並用五种不同的语言录制了约500首歌曲。 

## 經歷
14歲時，薩拉·蒙鐵兒在西班牙電影公司Cifesa舉辦的選美比賽中獲勝，簽約成為演員。1944年，她在電影《Te quiero para mí》中首次亮相，隨後主演《Empezó en boda》等影片。
1950年，薩拉移居墨西哥，參演了多部西班牙語電影，如《Furia roja》、《Cárcel de mujeres》等，逐漸在拉美地區建立了知名度。
1954年，薩拉憑藉在電影《Veracruz》中與賈利·古柏（Gary Cooper）和畢·蘭卡斯特（Burt Lancaster）合作，成功進入好萊塢。她拒絕了哥倫比亞影業的七年合約，選擇在華納兄弟電視公司和雷电华电影擔任自由演員，參演了《Serenade》和《Run of the Arrow》等影片。
1957年，薩拉主演的電影《El último cuplé》在西班牙票房大賣，成為當時西班牙語電影的票房冠軍，奠定了她在西班牙的超級明星地位。

## 晚年與紀錄片
薩拉·蒙鐵兒的晚年生活經歷多次起伏。隨著年齡的增長，她逐漸退出了電影和音樂的主流舞台，但她依然活躍於西班牙的媒體圈，並多次出現在電視節目中。儘管在晚年，由於年齡變化，她成為一些西班牙電視節目中的笑柄，並遭受一定的年齡歧視，但薩拉以她獨特的幽默感和自嘲精神，化解了這些批評，展現她堅強的個性。
她對自己的身世和藝術事業保持高度的誠實和直率，並且公開談論了自己在文化及電影界的影響力。她的晚年生活反映了西班牙娛樂業的變遷，尤其是在面對年齡與身材變化帶來的挑戰時。

#### 紀錄片
薩拉·蒙鐵兒的晚年和藝術遺產在2025年由HBO Max推出的三集紀錄片《Súper Sara》深入探討。該紀錄片由導演瓦萊麗亞·維加斯（Valeria Vegas）執導，並以多角度呈現了她的生活、成就與挑戰。紀錄片不僅重溫了她的經典電影作品和音樂生涯，還深入探討了她如何應對晚年所面臨的社會與文化壓力，特別是年齡歧視和女性在娛樂業中的地位變遷。《Súper Sara》也描繪了她如何在困難中找到自己的新生和聲音，並展示了她對西班牙及拉美文化的深遠影響。
紀錄片以反思和讚揚的語氣，向觀眾展現了薩拉·蒙鐵兒從影壇天后到文化偶像的多面性，並賦予她晚年生活更多的意義，為後來的藝術家樹立了榜樣。